# Гидрокрекинг
Гидрокрекинг  — один из видов крекинга, переработка высококипящих нефтяных фракций (мазута, вакуумного газойля или деасфальтизата) для получения бензина, дизельного и реактивного топлива, смазочных масел, сырья для каталитического крекинга и другого.  Осуществляется при высокой температуре и давлении в среде водорода в присутствии гетерогенных катализаторов. В ходе гидрокрекинга уменьшается молекулярная масса сырья и изменяется относительное содержание компонентов. Гидрокрекинг является одним из наиболее эффективных и гибких процессов нефтепереработки, так как позволяет получать широкий ассортимент нефтепродуктов из различных видов сырья путём подбора соответствующих катализаторов и условий.

## История
Первый коммерческий процесс гидрокрекинга был реализован концерном IG Farben Industrie в 1927 году для производства лигнитного бензина, а первый современный дистилляционный гидрокрекинг в нефтеперерабатывающей промышленности был использован в концерне Chevron в 1958 году.

## Сырье гидрокрекинга
Прямогонные нефтяные фракции характеризуются преобладанием парафиновых углеводородов, гидрокрекинг которых ведёт, главным образом, к образованию более лёгких парафинов .
    Присутствие сернистых соединений в сырье не представляет значительных трудностей при проведении процесса. Из-за низких значений энергии связи С—S такое сырьё легко подвергается гидрокрекингу. Глубокое гидрообессеривание требуется лишь при использовании платиновых катализаторов, весьма чувствительных к отравлению серой.
    Азотистые соединения дезактивируют катализаторы крекинга в большей степени, чем сернистые. Дезактивация проявляется в виде падения выхода продуктов изомеризации и расщепления.
   Отрицательное влияние азотистых соединений объясняется сильной хемосорбцией на кислотных центрах катализатора, а также высокой химической устойчивостью, что делает недоступной активную поверхность катализатора для реагирующих молекул. Для обеспечения глубокой очистки нефтяных фракций от азотсодержащих соединений давление в процессе гидрокрекинга должно быть не менее 15 МПа.
    При переработке сырья с преобладанием полициклических углеводородов, например, газойля каталитического крекинга, в основном протекают реакции расщепления конденсированных нафтеновых углеводородов с образованием моно- и бициклических нафтенов. Бициклические нафтены подвергаются дальнейшему гидрированию и крекингу, превращаясь при этом в моноциклические с одной или двумя боковыми цепями. Конденсированные ароматические углеводороды в условиях гидрокрекинга частично гидрируются до соответствующих нафтеноароматических углеводородов, которые, в свою очередь, подвергаются раскрытию колец с последующим гидрированием и образованием нафтенов и алкилбензолов.
    Кроме вакуумных дистиллятов в процессе гидрокрекинга возможно использование тяжёлых газойлей термических процессов. Ввиду повышенного содержания в них непредельных углеводородов, кокса, соединений серы, азота и металлов, процесс гидрокрекинга такого сырья проводят при более высоких давлениях. При гидрокрекинге тяжёлых газойлей выход целевых продуктов ниже, а расход водорода - значительно выше, чем при переработке прямогонных вакуумных дистиллятов. В этой связи процесс гидрокрекинга дистиллятов термических процессов целесообразно осуществлять в смеси с прямогонным сырьем либо с продуктами селективной очистки.

## Химизм
Основными реакциями гидрокрекинга являются: расщепление алканов и нафтеновых углеводородов, деалкилирование алкил(поли)циклических соединений, гидрирование ароматических углеводородов, гидрогенолиз гетероорганических соединений. Суммарный гидрокрекинг тяжёлых дистиллятов - экзотермическая реакция, протекающая с выделением 607-670 кДж/кг сырья при степени его превращения 70-90% и расходе водорода 1,5-2,0%. Тепловой эффект гидрокрекинга при этом зависит от степени превращения и расхода водорода. Преобладающую роль в суммарной величине теплового эффекта играет гидрирование ароматических углеводородов.
    В ходе гидрокрекинга нефтяного сырья протекают следующие превращения:
- гидрогенолиз гетероорганических соединений серы, кислорода, азота;
- гидрирование ароматических углеводородов;
- раскрытие нафтеновых колец;
- деалкилирование циклических структур;
- расщепление парафиновых и алкильных цепей;
- изомеризация образующихся осколков;
- насыщение водородом разорванных связей.

    Превращения носят последовательно-параллельный характер, их порядок обусловлен природой соединений, молекулярной массой, энергией разрываемых связей, каталитической активностью системы, условиями процесса, термодинамическими и кинетическими закономерностями.
    На глубину превращения сырья, коксообразование и состав продуктов существенное влияние оказывает парциальное давление водорода. В частности, по мере снижения давления с 15,0 до 5,0 МПа уменьшается глубина расщепления, гидрирования и гидрообессеривания вакуумного газойля, а в продукте увеличивается содержание ароматических углеводородов. В интервале 5,0-15,0 МПа скорость коксообразования практически не меняется, при давлении ниже 5,0 МПа начинается закоксовывание катализатора. Реакции расщепления при гидрокрекинге вакуумных дистиллятов в интервале давлении 5,0—10,0 МПа имеют кажущийся первый порядок, а при 15 МПа - нулевой. При степени превращения сырья до 70% экспериментальные данные хорошо описываются уравнением реакции первого порядка с торможением образующимися продуктами.

## Катализаторы гидрокрекинга
Катализаторы гидрокрекинга состоят из следующих основных компонентов :
-    кислотного компонента, обеспечивающего расщепляющую и изомеризующую функцию катализатора;
-    металла или сочетания металлов в сульфидной форме, обеспечивающих гидрирующую и оказывающих влияние на изомеризующую и расщепляющую функции;
-    связующего, обеспечивающего механическую прочность и оказывающего влияние на формирование пористой структуры катализатора.
Гранулы катализаторов гидрокрекинга представляют собой экструдаты с поперечным сечением в форме круга, трилистника, симметричного или несимметричного четырехлистника с размером описанной окружности 1 – 2 мм. Такая форма и размер гранул обеспечивает требуемую прочность катализатора, минимальный перепад давления между входом и выходом из реактора, а также позволяет увеличить степень использования внутренней поверхности катализатора. Гидрирующе-дегидрирующую функцию, а также все реакции, связанные с гидроочисткой, как правило, выполняют сульфиды MoS2 или WS2, промотированные сульфидом никеля, а крекирующую функцию - аморфные алюмосиликаты (ААС), цеолиты, а также их сочетание. Выбор кислотного компонента определяется видом сырья и требуемыми продуктами.

### Аморфные алюмосиликаты
В первых алюмосиликатных катализаторах крекинга мольное соотношение SiO2/Al2O3 составляло 10–12 (Si/Al = 5–6), что соответствует содержанию оксида алюминия 12–15 % масс. Материалы такого типа до сих пор существуют на рынке (например, носитель алюмосиликатного катализатора Aldrich марки 135 и алюмосиликатный катализатор Grace Davicat) и применяются для конверсии продуктов синтеза Фишера-Тропша.
    Основными показателями качества аморфных алюмосиликатов (ААС), используемых в качестве носителей катализаторов гидрокрекинга, являются сила и концентрация кислотных центров, а также пористая структура. Влияние на концентрацию и силу кислотных центров в аморфных алюмосиликатах оказывает соотношение Si/Al, способ приготовления, температура прокалки.
    Кислотность ААС и текстурные характеристики носителей и катализаторов, а также каталитические свойства существенно зависят от соотношения Si/Al и наличия или отсутствия предварительной прокалки ААС. При изменении соотношения Si/Al величина удельной поверхности и кислотность гранулированных носителей проходит через максимум, соответствующий Si/Al=0,9. Прокалка ААС при 700°C перед формовкой носителя приводит к получению катализаторов, имеющих больший объем пор и удельную поверхность по сравнению с катализаторами, приготовленными из непрокаленных ААС. NiMo-содержащие катализаторы, приготовленные из ААС с соотношением Si/Al = 0.9±0.3 обеспечивают при гидрокрекинге ВГО наибольший выход дизельной фракции и имеют наибольшую активность в гидрообессеривании. Выход за пределы этого соотношения Si/Al в ААС приводит к существенному уменьшению выхода дизельной фракции при гидрокрекинге ВГО и уменьшению гидрообессеривающей активности. Прокалка ААС при 700°С перед формовкой гранулированных носителей приводит к увеличению выхода дизельной фракции для всех изученных соотношений Si/Al. Показано, что выход дизельной фракции хорошо корреллирует с удельной поверхностью и объемом пор катализаторов, особенно объемом пор с диаметрами 4-10 нм, а также концентрацией БКЦ и сильных ЛКЦ, отнесенных к удельной поверхности катализаторов. Показано, что корреляция выхода дизельной фракции с концентрацией кислотных центров в исходных ААС более слабая, чем с концентрацией кислотных центров в катализаторах.
    Существуют следующие способы синтеза аморфных алюмосиликатов:
1. Соосаждение из растворов, содержащих водорастворимые силикаты и алюминаты. В одностадийном варианте проводится при нейтральном pH[1][23][24]. Также разработан двухстадийный процесс, в котором сначала в кислой среде (pH = 1-3) получают золь кремнезема, а затем добавляют основание (pH = 5–9) для осаждения гидроксида алюминия. После промывки и сушки материалы имеют насыпную плотность около 0,2-0,6 г/см3. Путем многократного изменения кислотности реакционной среды синтезируют мезопористые алюмосиликаты с высокой кислотностью[25].
2. Частичная кристаллизация с использованием структурообразующих веществ (шаблонов). Промышленное производство налажено для материалов Al-MCM-41[26] и Al-SBA[27].
3. Масляная формовка: смешение золей оксида алюминия и золя кремнезема и подача смеси на верхнюю часть формовочной колонны, заполненной циркулирующим горячим маслом. Используется компанией UOP для производства сферических алюмосиликатных носителей для катализаторов гидрокрекинга[20].
4. Пропитка или прививка силикагеля на сформованный оксид алюминия, либо, напротив, осаждение солей алюминия на поверхность SiO2[28]. Варьирование pH и источника Al(Si) позволило в широких пределах изменять кислотность и структурные характеристики алюмосиликатов. По этой технологии компания Sasol производит материалы семейств SIRAL®/SIRALOX.
5. Сжигание смесей хлоридов кремния и алюминия[29]. Этим методом получают смешанные оксиды с небольшим содержанием алюминия (Aerosil)
6. Гидролиз смешанных растворов алкоксидов с получением аэрогелей. Заключительными операциями синтеза являются сверхкритическая сушка и прокаливание[30].

### Цеолиты
По данным обзора, все современные катализаторы гидрокрекинга содержат в своем составе цеолитные компоненты, из которых преобладает структура Y. Это связано с тем, что сила и концентрация кислотных центров в цеолите Y существенно выше, чем в аморфных алюмосиликатах. Вместе с тем, селективность цеолитсодержащих катализаторов по отношению к дизельной фракции ниже, чем селективность катализаторов на основе аморфных алюмосиликатов. Активность углеводородов в гидрокрекинге на цеолитных катализаторах уменьшается с увеличением их молекулярной массы. Это вызвано молекулярно-ситовыми свойствами цеолитов.
    Основные подходы к повышению селективности образования средних дистиллятов в процессе гидрокрекинга заключаются в модификациях цеолита, уменьшающих концентрацию и силу кислотных центров одновременно с повышением доступности за счет создания мезопор. Мезопоры в кристаллы цеолита могут быть введены несколькими способами:
- использование «твердых» (наночастицы углерода или полимеров) или «мягких» (четвертичные амины) темплатов, которые вносятся в состав реакционной смеси для синтеза цеолита дополнительно к основному структуро-направляющему агенту;
- пост-синтетическая обработка – обработка кристаллов цеолита после окончания стадии кристаллизации раствором щелочи (десиликация) или паром, раствором кислоты, (NH4)2SiF6 (деалюминирование), вплоть до мольного отношения SiO2/Al2O3 =80;
- деструктивная (с предварительным растворением кристаллов цеолита с потерей кристалличности) или не деструктивная перекристаллизация цеолитов с использованием мезо-темплатов (к примеру – гексадецилтриметилбромида аммония).

У каждого из этих подходов есть свои преимущества и недостатки. Так, «мягкие» органические темплаты и мезо-темплаты являются достаточно дорогостоящими реактивами. Все виды темплатов требуют прокаливания готового образца, с потерей темплата, что приводит к увеличению себестоимости подобных цеолитов и ухудшает воздействие процесса их производства на окружающую среду. Вместе с тем, дополнительные темплаты, как правило, позволяют получать мезопоры строго заданного размера, определяемого размером используемого темплата. Преимуществом методов десиликации и деалюминирования является их относительная простота, дешевизна и опыт использования в промышленности для получения модифицированных цеолитов, к примеру цеолитов USY. Вместе с тем, с использованием пост-обработки трудно контролировать размер получаемых мезопор, они характеризуются достаточно широким распределением по диаметру. Кроме того, при жестких условиях деалюминирования или десиликации может происходить растворение цеолитов или значительное снижение их кристалличности.
    Классическим способом регулирования кислотности цеолитов является деалюминирование, т.е. увеличение соотношения Si/Al путем обработки паром при высокой температуре, прокалки, ионного обмена. Активность катализаторов в гидрокрекинге вакуумного газойля снижается с ростом соотношения Si/Al в цеолите Y, однако селективность к средним дистиллятам увеличивается [.
Для гидрокрекинга масляного направления предложено применять катализаторы, содержащие ультрастабильный деалюминированный цеолит типа Y в сочетании с аморфным алюмосиликатом. Оптимальным содержанием ультрастабильного цеолита Y для получения наибольшего выхода дизельной фракции путем гидрокрекинга вакуумного газойля составляет 20 % масс.

### Промышленные образцы (Россия)
По состоянию на 2020 год в России эксплуатируется 28 установок гидрокрекинга, в которых загружено порядка 1000 тонн катализаторов. Катализаторы гидрокрекинга производятся на двух заводах: АО «АЗКиОС», ООО «Стерлитамакский завод катализаторов» (входит в компанию КНТ Групп.
Компания КНТ Групп осуществляет выпуск катализаторов гидрокрекинга топливного направления, алюмосиликатов и псевдобемита. Под каждый объект в соответствии с требованиями клиента индивидуально подбирается система, состоящая из одного или нескольких типов. В настоящий момент КНТ Групп обладает опытом производства и исследований следующих марок катализаторов гидрокрекинга: КНТ-814, КНТ-815, КНТ-816, КНТ-817, КНТ-819, КНТ-820, КНТ-821, КНТ-822, КНТ-825, КНТ-827, отличающиеся друг от друга уровнями активности и селективности в области максимизации выхода средних дистиллятов или нафты. Это достигается за счет использования различных комбинаций цеолитов разных структур и модулей, различных типов аморфных алюмосиликатов, связующих и гидрирующих компонентов.

## Условия и технологии
Гидрокрекинг включает в себя несколько последовательных стадий, которые в ряде случаев производятся в последовательно расположенных реакторах. В первый реактор загружают катализаторы гидроочистки, далее основной катализатор гидрокрекинга. Либо катализаторы загружают послойно: катализаторы гидроочистки загружают в верхнюю часть реактора, а в нижнюю часть загружают катализаторы гидрокрекинга на основе цеолитов. Далее следуют стадии депарафинизации, финишинга, и на заключительном этапе разделение продуктов.
    Для увеличения срока службы основных катализаторов и предотвращения снижения их активности используют катализатор защитного слоя, расположенный впереди катализаторов основного слоя. Катализаторы защитного слоя позволяют снизить влияние отложений на перепад давления в реакторе, улучшить распределение газосырьевого потока в реакторе, обеспечивают удаление содержащихся в сырье механических примесей, непредельных соединений и каталитических ядов на катализатор основного слоя, что способствует повышению длительности межрегенерационного цикла и общего срока службы каталитической системы.
Традиционно в промышленности используются процессы со стационарным слоем катализатора, технологическое оформление которых близко к известным схемам гидроочистки дизельных фракций. К основным отличиям можно отнести следующее:
- двух- или трехсекционные реакторы, оборудованные устройствами линии холодного водородсодержащего газа (квенч) между секциями с целью снятия тепловых эффектов реакций гидрокрекинга;
- система рециркуляции непревращенного сырья с подачей его на вход первого или второго по ходу каталитического реактора;
- узел фракционирования, состоящий из дебутанизатора и системы ректификационных колонн;
- узел промывки от солей сульфида аммония и регенерации кислых стоков.

Для переработки лёгких малосернистых видов сырья возможно использование одноступенчатого процесса в одну или две стадии. При переработке тяжёлых вакуумных газойлей с целью увеличения глубины превращения сырья с получением топливных фракций применяют двухступенчатый процесс как с промежуточной ректификацией продуктов первой ступени, так и без нее. В этом случае на первой ступени приводят гидрооблагораживание исходного сырья, а на второй протекают основные реакции гидрокрекинга, гидрирования и изомеризации.
           Одноступенчатые варианты отличаются простотой, экономичностью и позволяют получать средние дистилляты с максимальным выходом. В этом случае поток сырья и водородсодержащего газа подают в реактор гидрокрекинга без предварительной гидроочистки. Подогрев сырья происходит в теплообменнике, затем в печи до температуры реакции с последующей подачей смеси в реактор с катализатором. В сепараторах высокого давления происходит разделение жидкой и газовой фаз. Жидкие продукты после дросселирования и сепараторе низкого давления поступают в колонну, где освобождаются от остатков легких углеводородов, и затем разделяются на бензины, реактивные и дизельные топлива. Процесс осуществляют в одну ступень на катализаторах, стойких к отравлению сернистыми и азотистыми соединениями сырья. Степень превращения сырья проход составляет 45-70% при выходе бензина в пределах 30-40%. Процесс гидрокрекинга проводят при давлении водорода 10,0-21,0 МПа и температуре 340-430°C. Одноступенчатая схема не обеспечивает высокого выхода дизельной фракции.
В зависимости от степени превращения сырья различают лёгкий (мягкий) и жёсткий гидрокрекинг.

#### Лёгкий гидрокрекинг
Лёгкий гидрокрекинг — процесс, проходящий при давлении 5 МПа и температуре 380—400 °С и избытке водорода в одном реакторе (стадии), который направлен на получение дизельного топлива и сырья каталитического крекинга. Разновидностью легкого гидрокрекинга является каталитическая депарафинизация дизельной фракции нефти с получением зимнего и арктического дизельного топлива.
Типичный материальный баланс лёгкого одностадийного гидрокрекинга
| Продукция                           | Выход % на сырье |
| ----------------------------------- | ---------------- |
| Взято всего:                        | 101,23           |
| Вакуумный газойль (Фр. 350-500 °С)  | 100              |
| ВСГ (водородсодержащий газ)         | 1,23             |
| Получено всего:                     | 101,16           |
| Углеводородные газы                 | 0,58             |
| Сероводород                         | 1,43             |
| Бензиновая фракция                  | 4,21             |
| Дизельная фракция                   | 34,0             |
| Гидроочищенная фракция 350—500 °С   | 59,29            |
| Потери (в том числе ВСГ на отдувку) | 1,65             |

Качество дизельного топлива:
| показатели                 | Дизельное топливо 165—360 °С |
| -------------------------- | ---------------------------- |
| Плотность кг/м³,           | 840                          |
| Содержание серы % масс,    | 0,005                        |
| Йодное число г I2/100 г.   | 2,0                          |
| Температура застывания, °С | −15                          |
| Цетановое число            | 50-52                        |

#### Жёсткий гидрокрекинг
Жёсткий гидрокрекинг — процесс, проходящий при давлении 10 МПа и температуре 380—400 °С и избытке водорода в нескольких реакторах (стадиях), который направлен на получение дизельного топлива, керосиновых и бензиновых фракций.
Типичный материальный баланс жёсткого двухстадийного гидрокрекинга
| Продукция                          | Выход % на сырье |
| ---------------------------------- | ---------------- |
| Взято всего:                       | 102,5            |
| Вакуумный газойль (Фр. 350-500 °С) | 100              |
| ВСГ                                | 2,5              |
| Получено всего:                    | 102,5            |
| Углеводородные газы                | 7,5              |
| Сероводород                        | 1,8              |
| Бензиновая фракция                 | 22,7             |
| Дизельная фракция                  | 69,5             |
| Гидроочищенная фракция 350—500 °С  | 0                |
| Потери                             | 1                |

Качество дизельного топлива:
| показатели                 | Дизельное топливо 165—330 °С |
| -------------------------- | ---------------------------- |
| Плотность кг/м³,           | 810                          |
| Содержание серы %масс,     | 0,005                        |
| Йодное число г I2/100 г.   | 2,0                          |
| Температура застывания, °С | −35                          |
| Цетановое число            |                              |

К числу ведущих фирм разработчиков технологий и катализаторов гидрокрекинга относятся Axens совместно с Французским институтом нефти, Chevron Lummus Global, BASF, ExxonMobil, UOP  .

### HyK (Axens)
Сырье:
- Прямогонный вакуумный газойль (ВГО);
- Газойли коксования и каталитического крекинга;
- Деасфальтизаты.

Для регулирования выхода продукции и достижения наиболее рентабельных производственных задач необходимо правильно выбрать технологическую схему для каждого проекта:
- Одноступенчатая схема дает возможность перерабатывать ВГО с получением высококачественных смазочных материалов группы III, средних дистиллятов и нефтехимического сырья;
- Одноступенчатая схема с рециркуляцией повышает конверсию и селективность в отношении ценных видов топлива при умеренном увеличении инвестиционных затрат;
- Двухступенчатая схема обеспечивает наилучшую селективность по отношению к дорогостоящим средним дистиллятам или сырья нефтехимии.

Пакет катализаторов, рекомендованный в HyK, включает в себя распределительную насадку (ACT), катализаторы деметаллизации (HF, HM), гидроочистки (Impulse, HR, HRK, представляющие собой ноголепестковые гранулы NiMo/Al2O3), гидрокрекинга (Craken) и финишинга.
Катализатор HR 508 расположен под катализатором деметаллизации и обеспечивает активность катализаторов Impulse. HRK 658 активен в удалении азота, серы и гидрировании ароматических соединений. Impulse® HRK 1448 является современным катализатором гидрирования ароматических соединений. Применяется для переработки тяжелого газойля коксования. Impulse® HR 1058 разработан для установок гидроочистки и гидрокрекинга VGO среднего и высокого давления. Является современным катализатором гидрирования полиароматических соединений. Используется в случае переработки наиболее тяжелого сырья, такого как тяжелые газойли вторичных процессов и остаточные масла. Катализаторы Craken-D обеспечивают максимальный выход средних дистиллятов при одновременном улучшении  низкотемпературных свойств. Катализаторы Craken-Flex были разработаны для оптимизации выхода средних дистиллятов и нафты, а гидроочищенное неконвертированное масло соответствует самым строгим стандартам базового масла.

### ISOCRACKING (Chevron)
Технология ISOCRACKING фирмы Chevron Lummus Global (CLG) используется примерно на 100 установках по всему миру. По этой технологии проведено порядка 90% модернизаций устаревших однопроходных схем. Сырьем гидрокрекинга для получения масел являются вакуумные газойли и деасфальтизаты. Процесс протекает в две стадии: на начальной стадии происходит гидроочистка и частичный гидрокрекинг сырья, а на последующей стадии - конверсия или облагораживание сырья и продуктов в более благоприятных условиях. После первой ступени происходит охлаждение и сепарирование продуктов реакции и выделение из них сероводорода, аммиака и легких углеводородных газов. Непревращенный кубовый остаток из нижней части колонны фракционирования возвращается в реактор для повторного крекинга.

### MSDW (ExxonMobil)
Процесс MSDW в настоящее время используется на 21 установке в разных странах мира. Более 55 процентов масел II и III групп в настоящее время производится с использованием данного процесса. Разработчик технологии сообщает, что ни одна из более чем 20 коммерческих установок, работающих с катализатором MSDW, не провела перезагрузку катализатора из-за старения, плохой производительности из-за загрязнения сырья, сбоев на нефтеперерабатывающем заводе или достижения конца цикла. Две установки проработали более 12 лет, и на одной из них до сих пор используется первоначальный катализатор.
    ExxonMobil совместно с Albemarle разработали и внедрили массивные катализаторы Nebula и его современный аналог - Celestia, которые используются на стадии подготовки сырья гидрокрекинга. По представленным данным, активность катализатора Celestia в гидрировании полиароматических углеводородов и удалении соединений азота в 2.5 раза выше, чем у традиционных NiMo- катализаторов. Катализаторы Celestia позволяют перерабатывать тяжелое сырье без увеличения объема реактора. Однако эти катализаторы требуют более длительного времени полного сульфидирования и обладают более высокой насыпной плотностью, чем традиционные катализаторы. Их эффективность лучше всего проявляется в условиях высокого давления. 